# Pioppo (Monreale)
Pioppo è una frazione del comune di Monreale in provincia di Palermo.
Pioppo è un centro di strada piuttosto lungo. Dista 6,73 km da Monreale, di cui, con oltre 5 500 abitanti, è la frazione più popolosa.

## Storia
La topografia e la toponomastica particolare del territorio di Pioppo, fanno ipotizzare che si tratti di due piccoli centri abitati che in seguito si sono fusi; infatti documenti arcivescovili dei secoli scorsi indicano la località come "Misilgrandone e Villa Pioppo". In un opuscolo pubblicato dalla parrocchia col titolo Pioppo e le Pietre vive, Roberto Gorgone e il suo alunno Mirko Noto, ipotizzano che Villa Pioppo sia da identificare con il complesso Benedettino sorto attorno alla chiesetta di Sant'Anna noto come Baglio, mentre Misilgrandone sia la storpiatura dell'Arabo "Misil Handum" e sia da identificare con l'attuale zona di piazza Valletajo nota come "Chian'o Ponte" importante crocevia e sede di fondaci sin dai tempi delle guerre puniche (combattute probabilmente a Sagana a cui si accedeva appunto da Via Valletajo). Non si hanno notizie circa la data di "fondazione" di questi villaggi; è probabile infatti che mentre Villa Pioppo sia sorta come villaggio rurale su impulso dei Benedettini di Monreale, e dunque non prima del XII sec; Misilgrandone sia sorto spontaneamente come stazione di sosta fin da tempi assai remoti.
Pioppo nel corso della rivoluzione borghese del 1860/1861 ha registrato due importanti scontri militari.
Il primo scontro è avvenuto il 12 aprile 1860 tra la squadra comandata dai fratelli Triolo, baroni di Sant'Anna, rivoluzionari di Alcamo, contro il 9° battaglione cacciatori borbonico comandato dal maggiore Ferdinando Beneventano del Bosco. Dopo qualche perdita, i rivoluzionari si ripararono tra i monti che vanno da Borgetto a Montelepre, per poi ripiegare nel trapanese e unirsi ai Mille di Garibaldi.
Il secondo scontro è avvenuto il 21 maggio 1860 tra l'esercito garibaldino proveniente dal Piano Renda, dove si era accampato nella notte, per poi dirigersi a Pioppo dove il grosso sostava nei fondaci, mentre Garibaldi aveva potuto dormire in una abitazione posta a metà circa del paese, a destra salendo, prima di procedere per Palermo, contro l'esercito borbonico. Anche in questo caso l'esercito reazionario borbonico guidato dal colonnello Von Mechel e dal maggiore Ferdinando Beneventano del Bosco ebbe la meglio e Garibaldi ha dovuto ripiegare verso Parco, oggi denominato Altofonte .
In entrambi gli scontri i rivoluzionari ebbero diversi caduti.
È del 1907 la costruzione dell'ampia chiesa di San Giuseppe dovuta alla solerzia di Fra Matteo Lo Coco O.F.M.Capp. e alla generosità dei coniugi Di Piazza di Palermo; chiesa che fu eretta a Parrocchia nel 1937 dall'Arcivescovo di Monreale mons. Eugenio Ernesto Filippi. Primo parroco fu padre Giustino da Salemi O.F.M.Capp. Nel periodo antecedente la fondazione della parrocchia è da annoverare prima del 1860 la presenza dello studioso e futuro arcivescovo di Monreale Don Domenico Gaspare Lancia di Brolo O.S.B. e successivamente nei primi del '900 del Servo di Dio mons. Tommaso Mannino.
Il 3 gennaio 1946 la banda di Salvatore Giuliano attaccò senza successo la stazione dei Carabinieri. Il 25 marzo dello stesso anno Giuliano, Salvatore Ferreri (Fra' Diavolo) e Giuseppe Passatempo assassinarono il carabiniere Francesco Sassano, che si trovava lì in licenza ed aveva detto pubblicamente di non aver paura di Giuliano e che se lo avesse incontrato gli avrebbe sparato.
Negli anni '70 e '80 il fermento sociale che investiva il paese emerso nel '68 e '69 arriva anche a Pioppo. I protagonisti furono i lavoratori forestali, i disoccupati, le donne e gli studenti. Quello è stato un periodo di elevata conflittualità sociale. Dopo gli scioperi per il lavoro degli anni '70 (basta ricordare lo sciopero dei lavoratori forestali, sostenuto anche dagli studenti, nel febbraio 1976) nella seconda metà degli anni '80 con il lungo ciclo di lotte tra il 1986 e il 1989 Pioppo registra una lunga stagione di lotta, per il diritto al lavoro e per la gestione trasparente dell'Ufficio di collocamento, che vedrà protagonisti la CGIL di Pioppo e i partiti della sinistra comunista (i vecchi militanti del PCI e soprattutto i giovani di DP). Una vicenda quest'ultima che ha avuto risalto anche nella stampa regionale e nazionale del periodo in particolare nel biennio 1988 - 1989.
Il 18 aprile 2010 si è tenuto un referendum consultivo sulla possibilità di trasformare la frazione in comune autonomo. Contro di esso la giunta di Monreale, dopo un'iniziale via libera, ha fatto ricorso alla Regione e al TAR. Il referendum si è risolto con un nulla di fatto per il mancato raggiungimento del quorum (si è recato alle urne solo il 47,5% degli aventi diritto)

## Geografia fisica

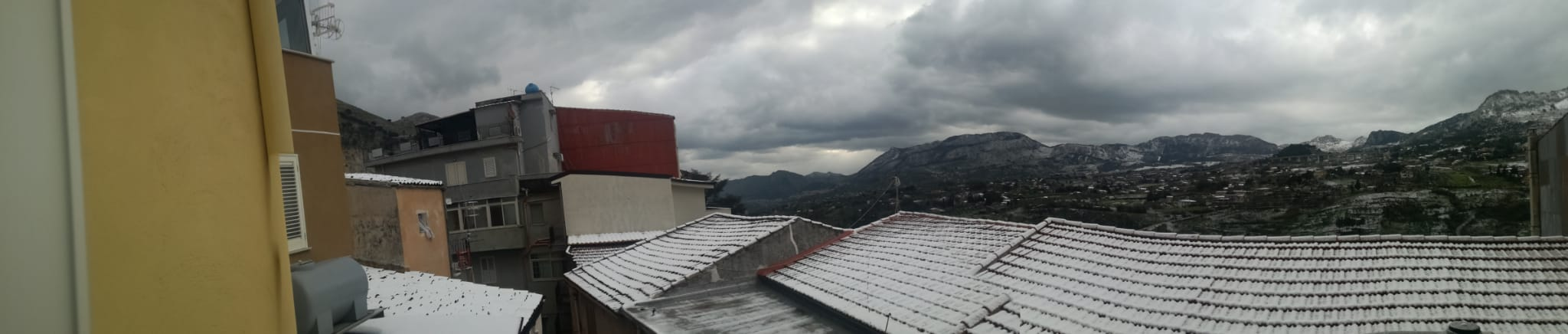
Neve a Pioppo (febbraio 2021)

Pioppo si estende sulla valle del Sant'Elia, a ridosso di Monte Renda localmente noto come Pizzu Babbu e monte Busilmeri, ribattezzato "Pizzo Pio IX" come reazione ai fatti del 1860; a circa 6,73 km a ovest di Monreale. Sull'altra parte della valle si trovano Altofonte e Poggio San Francesco.
Degna di nota l'area Boschiva di Casaboli al cui interno domina monte Gibilmesi alle cui pendici, nel versante ovest si ipotizza combattuta una delle guerre puniche.

## Monumenti e luoghi d'interesse
- Chiesa coadiutoria di Sant'Anna al cui interno è da segnalare una statua marmorea tardobarocca di san Benedetto da Norcia, la statua di Sant'Anna patrona di Pioppo dono dei pioppesi emigrati in America e il simulacro più venerato dalla comunità che è l'Immacolata Concezione;[14]
- Chiesa Parrocchiale di San Giuseppe (1907) al cui interno si segnalano un pregevole crocifisso e un san Giuseppe lignei, probabilmente della scuola del Bagnasco, e dentro l'altare maggiore le reliquie dei santi martiri Marcellino e Pietro e della beata Giuseppa Suriano;[15]
- Monumento ai caduti dentro la Scuola Elementare
- cascatelle del fiume sant'Elia, ripulite e rese fruibili da un gruppo di volontari
- U Rarune, letteralmente "la grande inferriata", è un vicoletto pedonale, anticamente chiuso da una grande grata da cui il nome, diventato un luogo creativo e ludico decorato con vari disegni murali realizzati da un artista locale.
- Mulino ad acqua sito alla fine di Via Molino, prima del fiume Sant' Elia.

## Sport
Nella stagione sportiva 2022-2023 il Pioppo Futsal, squadra di Calcio a 5 del paese, vince il Campionato di Serie D Girone A Palermo al suo primo anno di attività. La matematica vittoria del Campionato arrivò ad una giornata dal termine grazie al pareggio casalingo il 6 Maggio 2023. Il 22 Aprile 2023 i gialloverdi conquistano, prima del Campionato di Serie D, anche la Coppa Trinacria contro il Ficarazzi C5 con il risultato di 4-2 in un PalaOreto stracolmo di tifosi. La squadra pioppese cala il tris il 14 Giugno 2023 battendo l'Oratorio SS. Cosma e Damiano nella gara di Supercoppa, partita giocata tra le due vincitrici dei rispettivi gironi. Nella stagione 2024/2025 il Pioppo Futsal ha vinto il Campionato di Serie C2 Girone A - Palermo, piazzandosi primo e laureandosi Campione al termine di una stagione da incorniciare e accedendo al prossimo Campionato di Serie C1. Inoltre, i gialloverdi staccano il pass per la Final Four di Coppa Sicilia nel weekend del 7-8 giugno a Caltanissetta. Qui la squadra pioppese vince prima la semifinale contro il Vittoria FC per 9-8 (d.c.r) e in finale si impone per 7-3 contro la SIAC Messina, laureandosi Campione di Sicilia dinanzi a un centinaio di tifosi gialloverdi accorsi da Pioppo presso il Palamilan di Caltanissetta per sostenere la loro squadra. Un doppio titolo che porta di diritto il Pioppo Futsal nella storia del Futsal Siciliano.
L'ASD Real Pioppo, squadra di calcio a 11, milita nel campionato di Terza Categoria siciliana girone B.

## Eventi
- Festa patronale di Sant'Anna con solenne processione del simulacro il 26 luglio.[2] La statua fu donata nel 1907 dai pioppesi emigrati in America per sostituire un'immagine andata distrutta alcuni anni prima in un incendio.[16]
- Novena dell'Immacolata Concezione dal 29 al 7 dicembre dentro la chiesa di sant'Anna, con canto dello stellario con una melodia particolare.

## Infrastrutture e trasporti
Pioppo è attraversata dalla strada statale 186 di Monreale; i cittadini non automuniti fanno affidamento su un servizio pubblico dell'AST o, in alternativa, sul servizio della linea 6 dell'operatore locale Autolinee Giordano.